# Licania cymosa
Licania cymosa là một loài thực vật có hoa trong họ Cám. Loài này được Fritsch mô tả khoa học đầu tiên năm 1888.